# 伊斯克拉 (伊久姆區)
49°18′44″N 37°17′6″E / 49.31222°N 37.28500°E
伊斯克拉（烏克蘭語：Іскра）是位於烏克蘭東部的村莊，由哈爾科夫州伊久姆區的伊久姆市镇負責管轄。該村面積0.64平方公里，海拔高度81米，2001年人口271，人口密度每平方公里422.12人。